# Pilot 777 SE
Pilot 777 SE är en svensk lotsbåt som byggdes 1998 som Tjb 777 av Uudenkaupungin Työvene Oy, Nystad, Finland till Sjöfartsverket i Norrköping. Tjb 777 stationerades vid Karlshamns lotsplats. Placeras i Karlskrona. 2005 döptes båten om till Pilot 777 SE.